# Halčianský tajch
Halčianský tajch je umělá vodní nádrž (tajch), která byla vybudována v polovině 18. století. Voda z tajchu byla určena na pohon stoup pro potřeby Banské Belé v okrese Banská Štiavnica. V roce 1926 se vzpomíná chov ryb a rybolov. Objem nádrže je 257 000 m3, max. hloubka 13 m, výška koruny hráze 11, 5 m a délka 123 m. Rozloha nádrže je 4.6 ha.

## Galerie

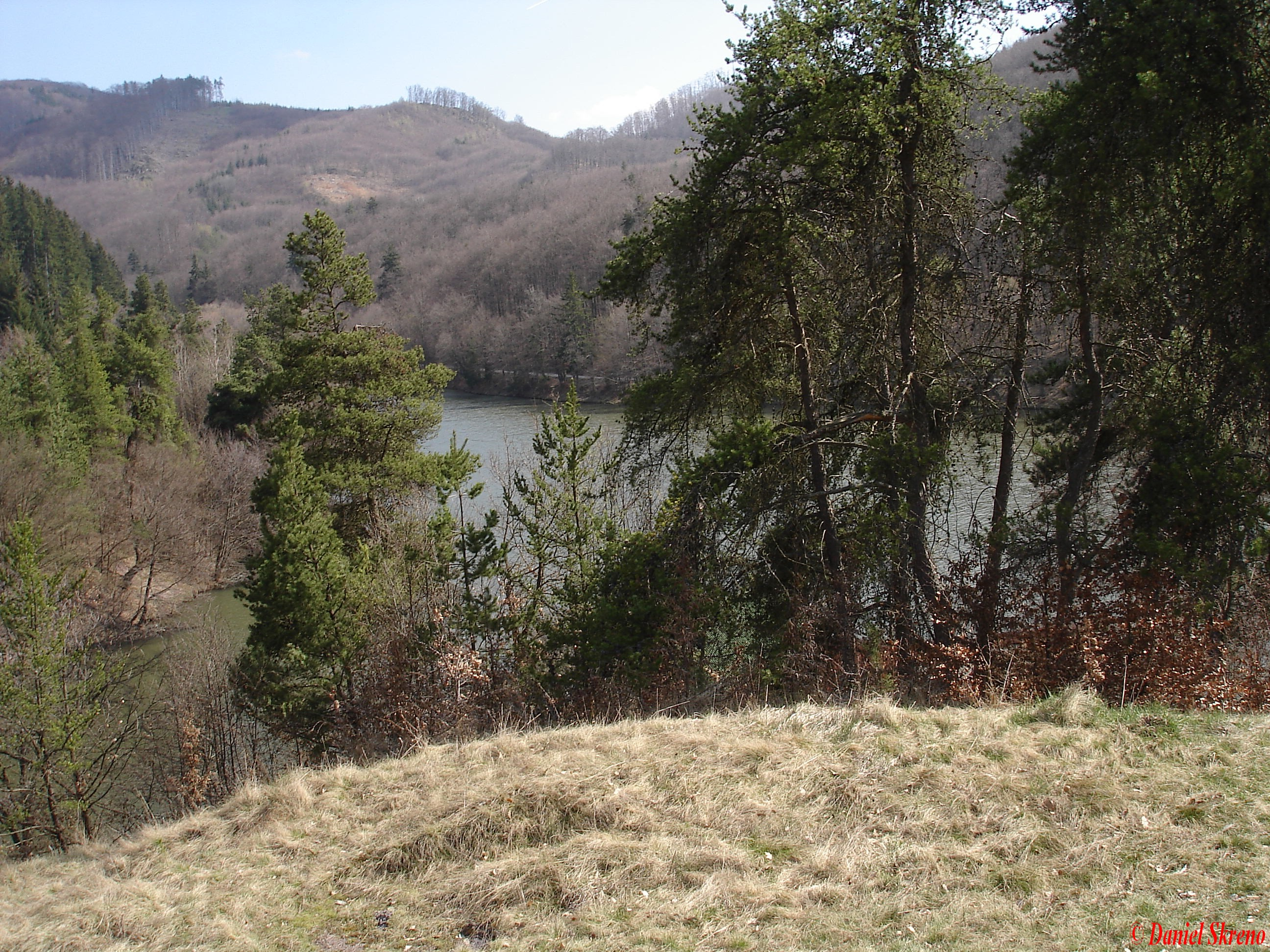
Halčianský tajch
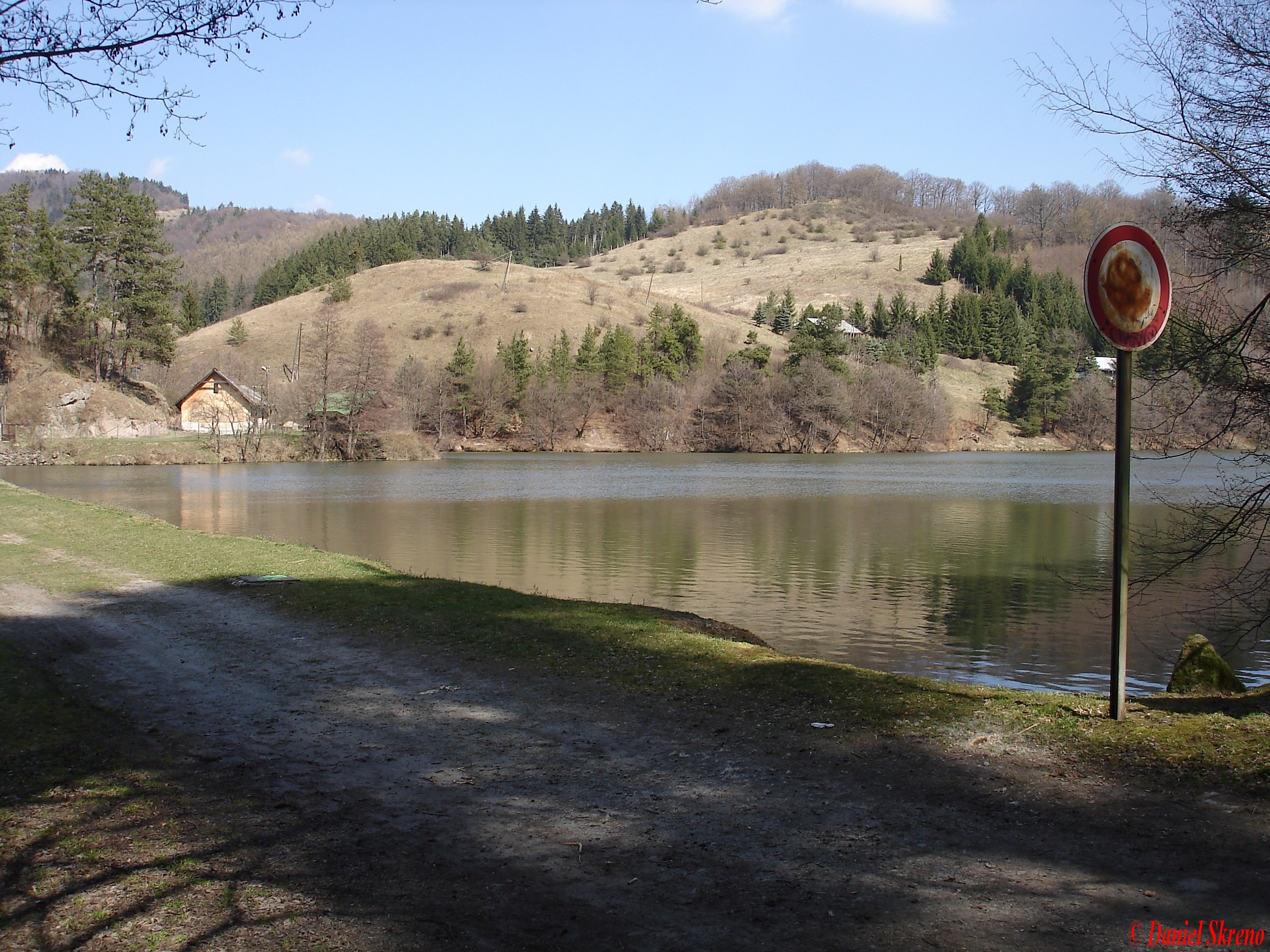
Halčianský tajch